# Flagler Estates
Flagler Estates – jednostka osadnicza w Stanach Zjednoczonych, w stanie Floryda, w hrabstwie St. Johns, nad Oceanem Atlantyckim.